# Ereis distincta
Ereis distincta är en skalbaggsart som beskrevs av Maurice Pic 1935. Ereis distincta ingår i släktet Ereis och familjen långhorningar. Inga underarter finns listade i Catalogue of Life.